# Doui-Menia
 (décembre 2010).
Si vous disposez d'ouvrages ou d'articles de référence ou si vous connaissez des sites web de qualité traitant du thème abordé ici, merci de compléter l'article en donnant les références utiles à sa vérifiabilité et en les liant à la section « Notes et références ».
Les Doui-Menia ou Dhawi Mani’ (en arabe : ذوي منيع) sont une tribu de bédouins arabes, d'origine arabes Banu Hilal vivant dans le Sud-Est marocain et à la frontière avec le Maroc du côté algérien.
Ils auraient accompagné[Quand ?] les Alaouites (dynastie actuelle du Maroc) depuis le Moyen-Orient jusqu'au Tafilalet et habitaient autrefois[Quand ?] le Sahel au sud-ouest du Souss sur les bords de l'Atlantique.

## Origines
Les Doui Menia sont une tribu arabe bedouine issues des Zoghba, une des grandes fractions des Banu Hilal. Les Doui Menia ont pour ancêtre un certain "Mani’" (ou Menia), dont la lignée est : Menia ben Maghith ben Mohamed ben Gharib ben Harith ben Amer ben Malik ben Zoghba ben Abi Rabi'ah ben Nahik ben Hilal.

## Histoire
À la suite de l'invasion des Hilaliens, les Doui-Menia vinrent s'implanter avec leurs troupeaux dans la vallée de l'Oued Guir. Ils trouvèrent cette contrée occupée depuis environ 1285 par des Arabes « Zoghba », les Hamianes qui y avait amené Yghomracen Ibn Zyan, le fondateur de la dynastie de Béni Ziane à Tlemcen. Ils les refoulèrent et s'établirent à leur place.
La colonisation française a divisé la tribu en deux nationalités : une partie marocaine, l'autre est devenue algérienne. Ainsi au début du XXe siècle, on voit apparaitre parmi les Doui Menia deux groupes, les uns appelés par les Français, les soumis (500 tentes environ) possédant des labours dans la vallée du Guir et des palmeraies dans la Zousfana, sont désormais tournés vers l'Algérie, tandis que les autres, dis ralliés (1 500 tentes) et qui détiennent des terres dans la vallée du Guir et des palmeraies au Tafilalet, demeurent résolument marocains.
Aujourd'hui[Quand ?], la tribu est centrée à Abadla dans la vallée du Guir et le Tafilalet.

## Divisions tribales
La division tribal des Doui Menia est faite d'une façon codifié par les "khoms" (en arabe : خمس), littéralement "cinq", cela consiste en la constitution en 5 grandes fractions de la tribu qui contient par la suite tout les clans présents. Voici la liste de ces khoms et clans : 
- Ouled Jelloul
  - Msaada
  - Ouled Arzag
  - Rehamna

- Ouled Yousef
  - Ouled Ayad
  - Ouled Amour
  - Ouled Sa’idan
  - Maargabiyin
  - Houshiyin
  - Mrabitin

- Idrassa
  - Ouled Ali
  - Ouled Razoug
  - Ouled Nasaîr
  - Ghiyout
  - Ouled Taleb

- Ouled Bou Anan
  - Al-’Abādala
  - Soualem
  - Ouled Ibech
  - Ouled Bagra
  - Diyabat
  - Ouled Abd Al-Wahed
  - Khouissiyin

- Ouled Belguiz
  - Ouled Jaber 
    - Ouled Ayad
    - Ouled Yacoub
    - Merazga

  - Al-Ā’shash 
    - Ouled Bouzian
    - Ouled al-’Ouafi
    - Mtraf

  - Mdafra 
    - Ouled Hamou
    - Ouled Aissa
    - Ouled Ali

## Personnalités
- Yasmina Khadra, écrivain algérien.

## Sources et références

### Sources
- Paul Doury. Un échec occulté de Lyautey, l'affaire du Tafilalet: Maroc oriental, 1917-1919
- Maurice Zimmermann. Sud-oranais. Progrès de l'occupation et Développement économique. Annales de Géographie. 1904, t. 13.
- Michel Lihoreau. L'Expédition Wimpffen à l'Oued Guir en 1870. L'Harmattan 1996.
- Marie-Christine MARTIN. Un exemple de mise en valeur intégrale d'une zone aride : la plaine d'Abadla dans le sud algérien. CIHEAM - Options Méditerranéennes.
- Robert Capot-Rey. Transformations récentes dans une tribu du Sud-Oranais. Annales de Géographie. 1952, pp. 138-142.

## Pour approfondir